# Tina Aumont
Pour les articles homonymes, voir Aumont.
Tina Aumont est une actrice franco-américaine, née le 14 février 1946 à Beverly Hills (comté de Los Angeles) et morte le 28 octobre 2006 à Port-Vendres (Pyrénées-Orientales).
Elle est la fille du comédien français Jean-Pierre Aumont et de la comédienne dominicaine María Montez.

## Biographie

### Origines et enfance
Tina Aumont naît le 14 février 1946 à  Beverly Hills (comté de Los Angeles) sous le nom d'état civil de Maria Christina Salomons,,,,, de l'acteur français Jean-Pierre Philippe Salomons, dit Jean-Pierre Aumont, et de l'actrice dominicaine Maria Montez.
Tina Aumont n'a en conséquence aucun de lien de parenté apparent avec l'acteur Michel Aumont, né « Michel Henri Aumont ».
La famille rejoint la France lorsqu'elle a 3 ans.
Son enfance est endeuillée par la disparition tragique de sa mère María Montez, découverte morte dans sa baignoire, alors qu'elle a 5 ans.
Son père se remarie avec l'actrice italienne Marisa Pavan et elle a deux demi-frères, dont Jean-Claude Aumont.

### Carrière et vie privée
En 1963, âgée de seulement 17 ans, Tina Aumont tombe amoureuse de l’acteur et réalisateur Christian Marquand, de près de vingt ans son aîné : ils se marient dans les Basses-Alpes à Banon. Marquand recommande Tina Aumont à son ami Roger Vadim pour un rôle dans La Curée, en 1966. Pour ses premiers films, elle est créditée sous le nom de Tina Marquand. Mais, le couple Marquand-Aumont se sépare rapidement, après deux ans de vie commune.
Elle est choisie pour un rôle dans Modesty Blaise (1966) de Joseph Losey, en faisant faussement croire qu'elle sait manier une moto : elle commence le tournage en percutant un mur.
Au début des années 1970, elle change de pseudonyme et opte pour « Tina Aumont », gardant le diminutif de son second prénom et adoptant le pseudonyme choisi par son père.
Elle fait une grande partie de sa carrière en Italie, notamment dans des westerns. Elle est dans la distribution des Casanova réalisés par Luigi Comencini (1969) et Federico Fellini (1976), et tourne dans un certain nombre de comédies érotiques italiennes, dont Malicia (1973) qui a révélé Laura Antonelli et Alessandro Momo. Le cinéaste Tinto Brass, qui l'a dirigée en 1968 et 1976, dit d'elle qu'elle est « une des plus belles femmes au monde ».
Elle rencontre le peintre Frédéric Pardo : elle s'établit ensuite à Rome et tourne dans un certain nombre de films italiens. Puis elle vit avec le producteur et réalisateur Fabricio Lori.
Lors d'un séjour hors d'Italie en 1978, elle est inculpée par la justice italienne pour usage et introduction de stupéfiants dans le pays : elle décide de ne plus y revenir, le temps que sa condamnation par contumace soit prescrite ; elle s'installe alors en France de manière définitive.
Pendant les vingt années qui suivent, elle apparaît dans une quinzaine de films ou téléfilms.
Elle prend sa retraite avec deux rôles en 2000 : l'un au cinéma (La Mécanique des femmes de Jérôme de Missolz), l'autre à la télévision (Victoire ou la Douleur des femmes de Nadine Trintignant).

### Mort

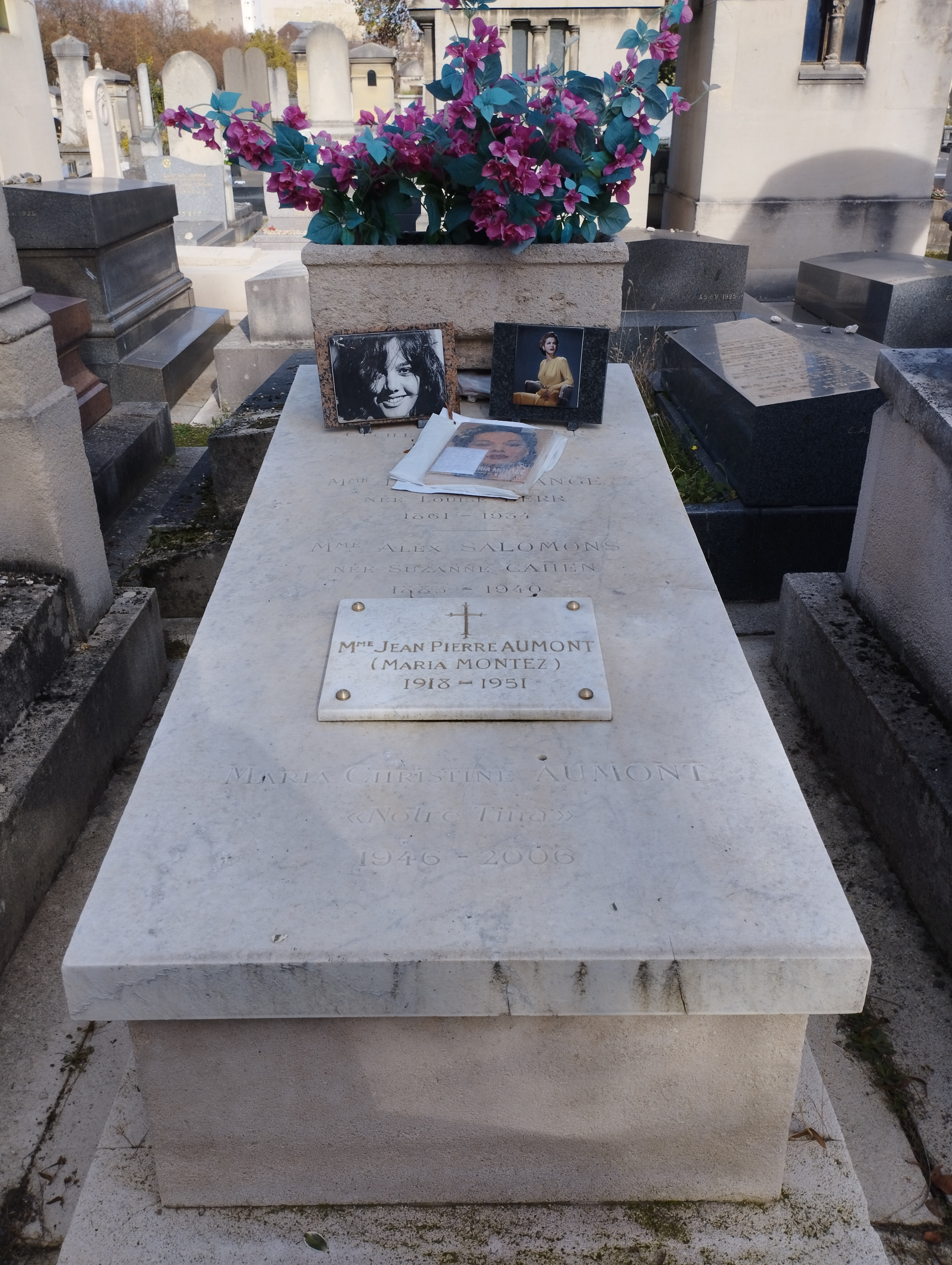
Tombe de Tina Aumont et de sa mère María Montez au cimetière du Montparnasse (division 24).

Tina Aumont meurt des suites d'une embolie pulmonaire, le 20 octobre 2006 à Port-Vendres, sur la Côte Vermeille. Elle est inhumée dans la tombe de sa mère María Montez, au cimetière du Montparnasse (24e division), à Paris.

## Filmographie

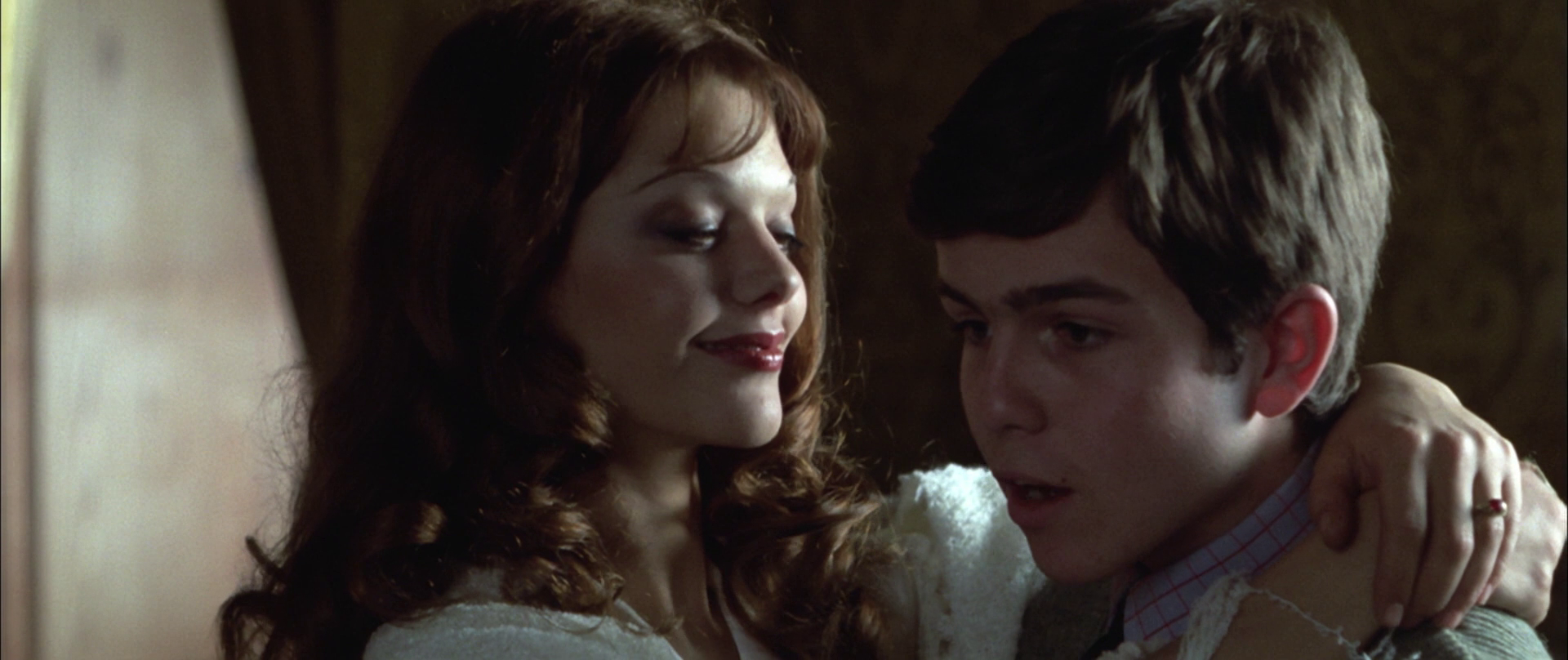
Tina Aumont et Alessandro Momo dans une scène du film Malicia (1973).

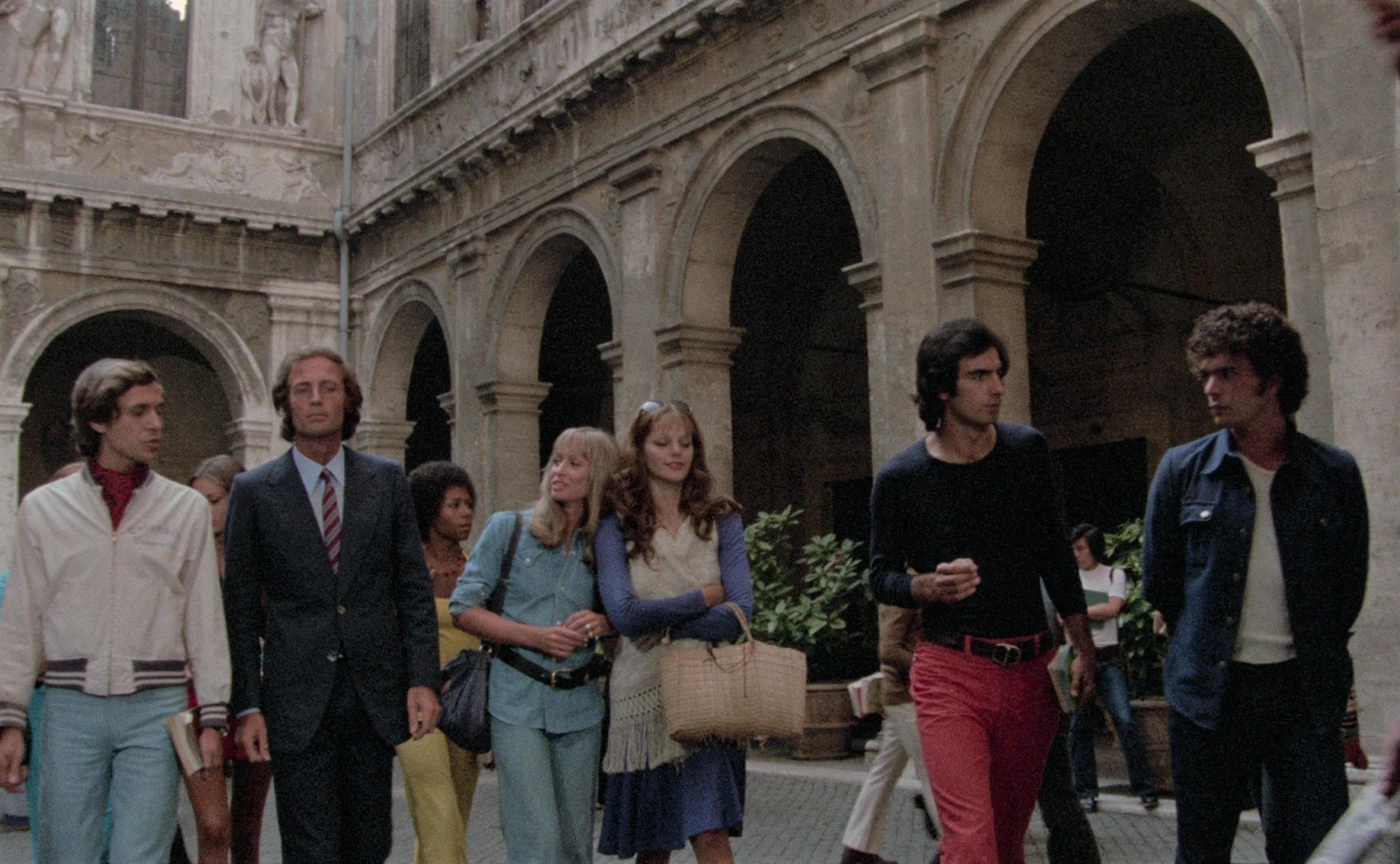
De gauche à droite, Luc Merenda, John Richardson, (derrière Richardson), Suzy Kendall, Tina Aumont et dans une scène de Torso (1973).

### Cinéma
- 1966 : Modesty Blaise, de Joseph Losey : Nicole
- 1966 : La Curée de Roger Vadim : Anne Sernet
- 1966 : Texas, nous voilà (Texas Across the River), de Michael Gordon : la squaw Lonetta
- 1967 : Qui êtes-vous inspecteur Chandler ? (Troppo per vivere… poco per morire) de Michele Lupo : Dolly
- 1967 : Scusi, lei è favorevole o contrario? d'Alberto Sordi : Romina
- 1968 : Les Dégénérés (Satyricon) de Gian Luigi Polidoro : Circé
- 1968 : L'Homme, l'Orgueil et la Vengeance (L'uomo, l'orgoglio, la vendetta) de Luigi Bazzoni : Carmen
- 1968 : Partner de Bernardo Bertolucci : la vendeuse
- 1968 : La Révolution n’est qu’un début : continuons le combat, court métrage de Pierre Clémenti
- 1968 : L'urlo de Tinto Brass : Anita
- 1968 : Visa de censure, court métrage de Pierre Clémenti
- 1969 : Casanova, un adolescent à Venise (Infanzia, vocazione e prime esperienze di Giacomo Casanova, veneziano), de Luigi Comencini : Marcella
- 1969 : Le Lit de la Vierge de Philippe Garrel : la prisonnière
- 1969 : Come ti chiami, amore mio? (it) d'Umberto Silva
- 1969 : L'Alibi (L'alibi) de Vittorio Gassman, Adolfo Celi et Luciano Lucignani : la fille
- 1970 : Metello de Mauro Bolognini : Idina
- 1970 : Le Dernier Guet-apens (Corbari) de Valentino Orsini : Ines
- 1970 : Necropolis de Franco Brocani
- 1971 : Sergent Klems (Il sergente Klems) de Sergio Grieco : Leila
- 1972 : Racconti proibiti... di niente vestiti de Brunello Rondi : Dirce
- 1972 : Une bonne planque (Bianco, rosso e…) d'Alberto Lattuada : Mme Ricci
- 1972 : Arcana de Giulio Questi : Brenda
- 1973 : Malicia (Malizia) de Salvatore Samperi : Luciana
- 1973 : Blu Gang - E vissero per sempre felici e ammazzati (it) de Luigi Bazzoni : Polly
- 1973 : Torso (I corpi presentano tracce di violenza carnale) de Sergio Martino : Daniela
- 1974 : Il trafficone de Bruno Corbucci : Laura
- 1974 : Le Secret de la vie (en) (Lifespan) de Sandy Whitelaw (en) : Anna
- 1974 : Storia de fratelli e de cortelli de Mario Amendola : Mara
- 1974 : La Grande Bourgeoise (Fatti di gente perbene) de Mauro Bolognini : Rosa Bonetti
- 1974 : Les Hautes Solitudes de Philippe Garrel
- 1975 : Divine Créature (Divina creatura) de Giuseppe Patroni Griffi
- 1975 : Le Messie (Il messia) de Roberto Rossellini : la femme adultère
- 1976 : Giovannino (it) de Paolo Nuzzi (it) : Nelly
- 1976 : Parties déchaînées (it) (La principessa nuda) de Cesare Canevari : Gladys
- 1976 : Cadavres exquis (Cadaveri eccellenti), de Francesco Rosi : la prostituée
- 1976 : Salon Kitty de Tinto Brass : Herta Wallenberg
- 1976 : Nina (A Matter of Time), de Vincente Minnelli : Valentina
- 1976 : Le Casanova de Fellini (Il Casanova di Federico Fellini), de Federico Fellini : Henriette
- 1977 : Un cœur simple (Un cuore semplice) de Giorgio Ferrara : Virginie
- 1978 : La Deuxième Femme, moyen métrage de Pierre Clémenti
- 1980 : Holocaust 2 (it) (Holocaust 2 - I ricordi, i deliri, la vendetta) d'Angelo Pannacciò : la mère de Dorothea
- 1980 : La Bande du Rex de Jean-Henri Meunier : Angélina
- 1983 : Rebelote de Jacques Richard : la bouchère
- 1985 : Cinématon no 509, de Gérard Courant
- 1986 : Les Frères Pétard de Hervé Palud
- 1988 : ZEN - Zona Espansione Nord de Gian Vittorio Baldi
- 1991 : Sale comme un ange de Catherine Breillat (scènes supprimées)
- 1993 : Dinosaur from the Deep de Norbert Moutier : Noragg
- 1995 : Nico Icon, documentaire de Susanne Ofteringer
- 1997 : Le Marquis de Slime, moyen métrage de Quélou Parente : la fée
- 1997 : Les Deux Orphelines vampires de Jean Rollin : la goule
- 1999 : Giulia de Roy Stuart : la mère de Giulia
- 2000 : La Mécanique des femmes de Jérôme de Missolz

### Télévision
- 1977 : Emmenez-moi au Ritz : Carla
- 1978 : I Problemi di Don Isidro Parodi (série)
- 1982 : Les Enquêtes du commissaire Maigret de Jean-Paul Sassy, épisode Le Voleur de Maigret : Laurence
- 2000 : Victoire ou la Douleur des femmes (feuilleton) : Estelle